# ドイツ連邦共和国功労勲章

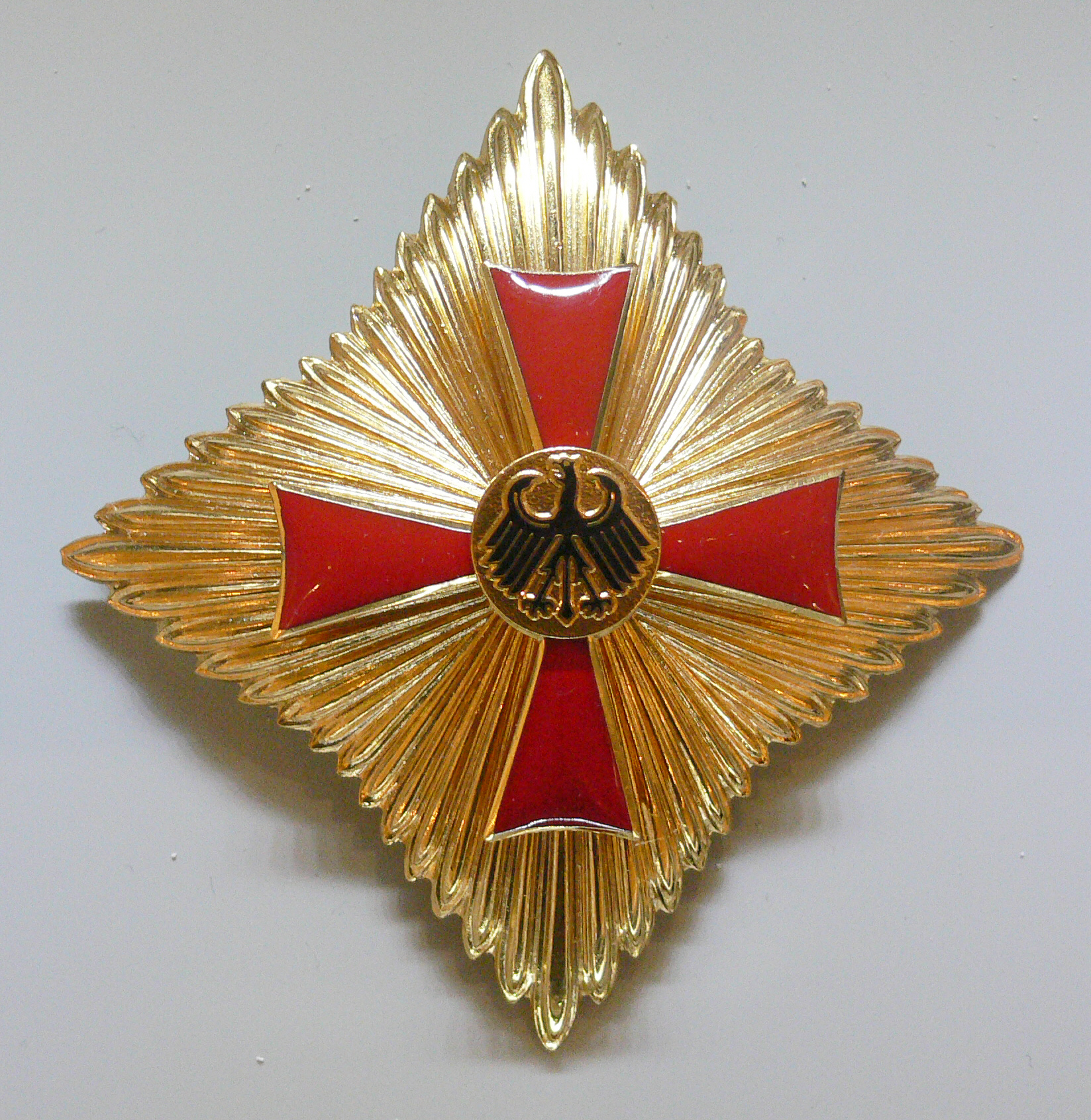
ドイツ連邦共和国功労勲章大功労十字星大綬章の星章。

ドイツ連邦共和国功労勲章（どいつれんぽうきょうわこくこうろうくんしょう、Verdienstorden der Bundesrepublik Deutschland）は、ドイツの勲章。第二次世界大戦後、勲章制度は進駐軍に禁止されていたが、凍結が解除されたのを受け、1951年連邦共和国政府により制定された。

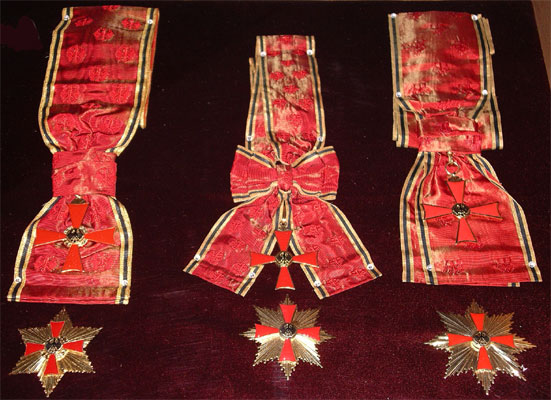
ドイツ連邦共和国功労勲章。左から大十字章、特等大十字章（女性用）、特等大十字章。
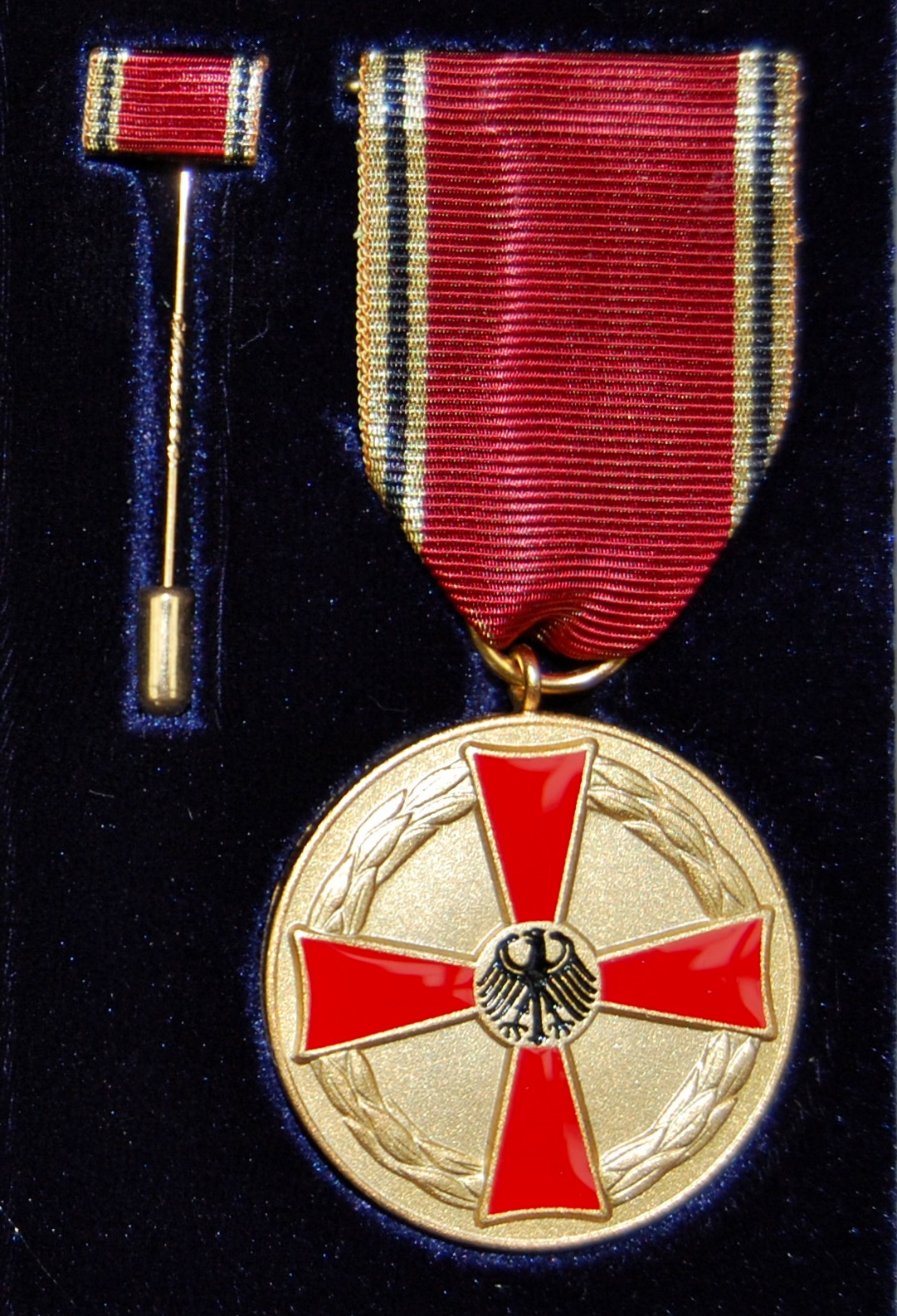
ドイツ連邦共和国功労勲章功労徽章と略綬。

## 等級
4度の制度改正を経て、1966年以降の現行制度であるドイツ連邦共和国功労勲章は、以下の等級に分かれている（次の各標章は、略綬）。
特等大十字章 (Sonderstufe des Großkreuzes)
特装大十字章 (Großkreuz in besonderer Ausführung)
大十字章（Großkreuz: 一等大十字相当）
大功労十字星大綬章（Großes Verdienstkreuz mit Stern und Schulterband: 二等大十字相当）
大功労十字星章（Großes Verdienstkreuz mit Stern: 大将校相当）
大功労十字章（Großes Verdienstkreuz: 司令官相当）
一等功労十字章（Verdienstkreuz I. Klasse: 将校相当）
功労十字小綬章（Verdienstkreuz am Bande: 騎士相当）
功労徽章 (Verdienstmedaille)
なお、特装大十字章は国家元首である大統領以外に与えられる中では最高位のものであり、これまでにコンラート・アデナウアー、ヘルムート・コール、アンゲラ・メルケルの3人の元首相のみが受章している。特等大十字章は、大統領のみが勲記を受けずに受章・着装する。

## 関連項目

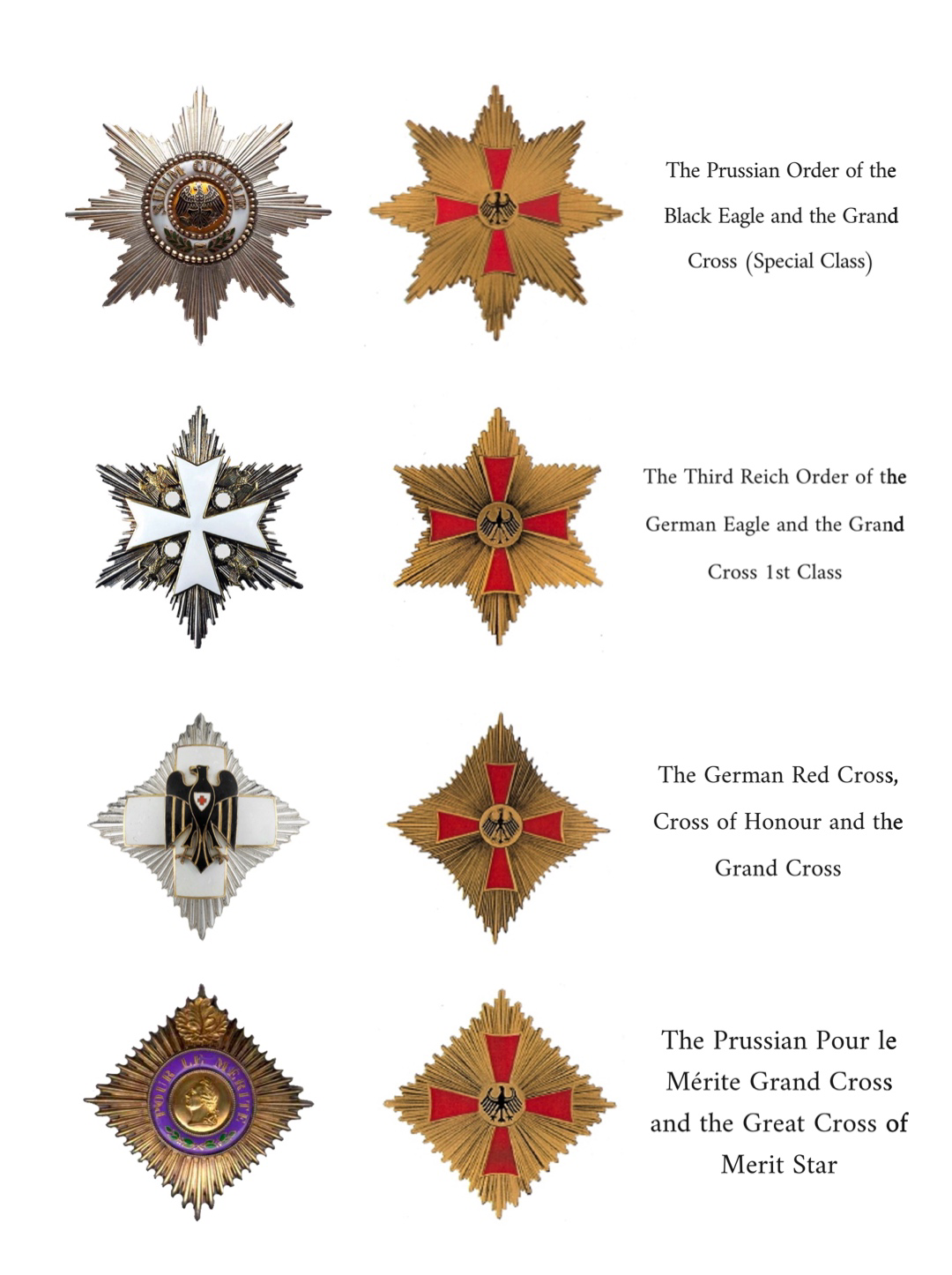
星章の比較。ドイツの当功労勲章と歴代の勲章

## 主な受章者
- 特等大十字章
  - 上皇明仁
- 大功労十字星大綬章
  - 近藤鉄雄 (1997)
  - 森旦 (1996)
  - 有田圭輔 (1987)

- 大功労十字星章
  - 川崎二郎 (2017)
  - 斎藤次郎 (2004)
  - 大賀典雄 (2001)
  - 岡本道雄
  - 天野貞祐 (1955)

- 大功労十字章

- 城内実（2018）
- 千玄室（2013）
- 小野元之（2008）
- 古森重隆 (2006)
- 奥田昌道 (2006)
- 中野友雄 (2006)
- 村上淳一 (2006)
- 藤田宙靖 (2006)
- 木川統一郎 (2006)
- 岸本正壽 (2006)
- 杉田亮毅 (2006)
- 茂木友三郎 (2006)
- 安部浩平 (2005)
- 伊藤助成 (2004)
- 宮田光雄 (2004)
- 緒方貞子 (2003)
- 豊田章一郎 (2001)
- 根本二郎 (2001)
- 大賀典雄（1994）
- 小野光太郎 (1993)
- 大町陽一郎 (1992)
- 木村敬三 (1992)
- 田邊隆一 (1991)
- 丸田芳郎 (1991)
- 佐々淳行 (1990)
- 有馬朗人 (1990)
- 山本正 (1990)
- 小塩節 (1988)
- 梁瀬次郎（1987）
- 盛田昭夫 (1987)　　
- 田中精一（1986）
- 佐治敬三 (1986)
- 朝比奈隆 (1986)
- 小柴昌俊 (1985)
- 平岩外四 (1985)
- 柳井久義(1985)
- 鹿島卯女 (1978)
- 東山魁夷 (1976)
- 関湊 (1975)
- 山岡孫吉 (1957)
- 相良守峯 (1955)
- 高橋明 (1955)
- 堀田一雄（1975年または1976年）

　•桜井和市（1978年）
- 一等功労十字章

- 橋本孝（2021）
- 高田敏（2016）
- 廣渡清吾（2015）
- 小橋史行（2013）
- 上田浩二 (2011)
- 安井寛 (2010)
- 新井誠 (2010)
- 江頭啓輔 (2008)
- 花井清 (2006)
- 平尾浩三 (2005)
- 高田重一郎 (2005)
- 石部雅亮 (2004)
- 本島等 (2002)
- 沼田智秀 (2002)
- 石井紫郎 (1997)
- 野中 肇 (1995)
- 原田光博 (1994)
- 中村貞一郎 (1992)
- 黒崎勇 (1992)
- 北川善太郎 (1992)
- 西原春夫 (1991)
- 鈴木智之 (1990)
- 鈴木直義 (1987)
- 村田泰隆 (1986)
- 林雄二郎 (1986)
- 浦川宜也 (1986)
- 鈴木鎮一 (1985)
- 岡山潔 (1984)
- 古賀守(1984)
- 釘宮對宕 (1983)
- 蓮田修吾郎 (1982)
- 小池辰雄 (1980)
- 梁瀬次郎（1974）
- 千玄室 (1964)
- 石橋長英 (1955)

- 功労十字小綬章

- 鈴木秀美（2024）
- 多田野榮（2018）
- 枡田義一（2016）
- 井田良 (2015)
- 大坂靖彦 (2011)
- 大和田泰夫 (2010)
- 延原武春 (2009)
- 枡野俊明 (2006)
- 縣公一郎 (2006)
- 高山佳奈子 (2006)
- 守矢健一 (2006)
- 出口雅久(2006)
- 藤倉睦男 (2005)
- 橋本孝 (2003)
- 星野和夫 (2003)
- 土方環 (2003)
- 川田正一(2003)
- 上野隆三 (2003)
- 橋田正信 (2002)
- 野村吉三郎 (2002)
- 中村泰三 (2002)
- 鈴木雅明 (2001)
- 古池好 (2000)
- 樋口誠順 (1999)
- 砂川功(1999)
- 田山輝明 (1995)
- 堀秀光 (1992)
- 友澤弘 (1991）
- 法林喬二 (1990)
- 山田皓一 (1987)